# Wit de Habdank
Wit de Habdank (zm. 27 listopada 1325) – biskup elekt wrocławski w latach 1319–1325.
Wit był od 1293 r. kanonikiem wrocławskim. Po śmierci Henryka z Wierzbna część kapituły wybrała go na biskupa. Druga część kapituły opowiedziała się za Lutoldem z Kromieryża. Wit uzyskał aprobatę arcybiskupa gnieźnieńskiego Janisława, który udzielił mu święceń biskupich. Lutold natomiast wniósł odwołanie do papieża i wykonywał pewne funkcje jurysdykcyjne w diecezji. Proces w Awinionie ciągnął się 7 lat. Diecezją w tym czasie zarządzała kapituła wyznaczając dwóch administratorów in spiritualibus. Jako pierwszy z ubiegania się o biskupstwo zrezygnował Wit de Habdank, a po nim Lutold.